# CTA-Arsenal
CTA-Arsenal – samochód wyścigowy według specyfikacji Formuły 1, skonstruowany przez CTA. Planowo pojazd miał być konkurencją dla Alfy Romeo, jednak okazał się zawodną konstrukcją i wziął udział tylko w jednym Grand Prix.

## Historia
Próby zbudowania nowoczesnego samochodu wyścigowego tuż po zakończeniu II wojny światowej we Francji były trudne ze względu na brak pieniędzy. Z tego powodu, aby wybudować taki pojazd, należało uzyskać dofinansowanie od państwa. Na przełomie 1946 i 1947 roku grant na ten cel otrzymało Centre d'Études Techniques de l'Automobile et du Cycle (CTA). CTA utworzyło fabrykę w miejsce starej zbrojowni w Châtillon, stąd powstały w niej pojazd nazwano CTA-Arsenal. Osobą odpowiedzialną za projekt silnika został Albert Lory – autor udanego konceptu silnika Delage z 1926 roku. Kierowcami mieli natomiast być Raymond Sommer i Jean-Pierre Wimille.
Lory stworzył doładowany silnik V8 o pojemności 1,5 litra z pięcioramiennym wałem korbowym i dwoma rzędami cylindrów. Moc jednostki wynosiła około 260 KM przy 7500 obr./min, co było wynikiem zbliżonym do Alf Romeo 158 startujących w klasie voiturette. Silnik był sprzężony z czterobiegową skrzynią Cotal i napędzał przednie koła.
Nadwozie było prostą konstrukcją opartą na stalowej ramie drabinowej. Poszycie stanowiła aluminiowa karoseria, w której poszczególne płyty były nitowane lub przykręcane do kilku owalnych członów. Nietypowe przednie zawieszenie było wyposażone w sztywno zamontowaną oś z pływającymi hamulcami bębnowymi. Na tylnej osi wahliwej umieszczono poprzecznie usytuowane belki skrętne. Hydrauliczne hamulce bębnowe były wyprodukowane przez Lockheed. W porównaniu do Alfy Romeo 158 nadwozie było wysoko zawieszone, a cały samochód – stosunkowo ciężki. Ponadto okazało się, że konstrukcja nadwozia negatywnie wpływała na osiągi samochodu, a na pierwszych testach w Montlhéry (wrzesień 1947) z powodu giętkości nadwozia samochód nie był w stanie jechać w linii prostej przy większych prędkościach.
Ze względu na naciski rządu Francji samochód został wystawiony w Grand Prix Francji 1947, kilka tygodni po pierwszym teście. Kierowcą był Sommer, który w kwalifikacjach stracił prawie pół minuty do zdobywcy pole position, Henriego Louveau. W wyścigu wystartowało 18 z 25 zgłoszonych pojazdów, a czas w kwalifikacjach ustaliło 14 zawodników, stąd Sommer startował z trzynastego miejsca. Przed startem wyścigu w samochodzie Francuza zacięło się sprzęgło, a w momencie, kiedy puścił on pedał, złamała się półoś i Sommer nie wystartował w wyścigu.
Prawdopodobnie ze względu na niepewność co do dalszych dotacji rządowych, samochód nie był rozwijany. Mimo to wybudowano również drugi egzemplarz modelu. W efekcie CTA zgłosiło Sommera i Eugène Martina do Grand Prix Francji 1948. W obliczu niemożliwości konkurowania z samochodami takich marek, jak Talbot-Lago, Gordini czy Alfa Romeo, po pierwszym dniu treningów CTA wystawiło dla Sommera w zastępstwie Maserati 4CM, natomiast Martin został wycofany z zawodów. Sommer nie ukończył wyścigu wskutek awarii silnika na drugim okrążeniu.
Następnie samochody CTA zostały z niejasnych powodów zakupione przez Antonio Lago i stały nieużywane w fabryce Talbot-Lago. Jeden z tych samochodów przetrwał i został odrestaurowany z myślą o uczestnictwie w Historycznym Grand Prix Monako 2010. Kierowcą CTA-Arsenal w tej imprezie był Josef Otto Rettenmaier, ale po treningu wycofał się z powodu słabych hamulców.